# Yacht Club de France
Le Yacht club de France est un club nautique privé français dont le siège est à Paris. Créée en 1867 sous l'égide de Napoléon III, la Société d'encouragement pour la navigation de plaisance prend la même année le titre de Yacht club de France. Les activités du club sont destinées à la promotion de la navigation de plaisance et à l'organisation de régates.
Parmi ses membres célèbres, le club a notamment compté Jules Verne, Jean-Baptiste Charcot, Virginie Hériot, Paul Chauchard, le duc Jean Decazes, Éric Tabarly, Catherine Chabaud, Olivier de Kersauson, Franck Cammas, Michel Desjoyeaux, etc.

## Historique

Guidon du Yacht club de France.

La Société d'encouragement pour la navigation de plaisance, créée le 15 juin 1867, ajoute à son nom le titre de Yacht-club de France le 11 novembre 1867. Sont lancés deux périodiques, Le Yacht et Le Paquebot, animés par Gaston Pérodeaud et Léon Grimoult.
La création d'un Cercle en 1869, modifiant les rapports de force entre le ministère de la Marine et le conseil d'administration de la Société d'encouragement, provoque la fondation de l'Union des yachts français le 23 juin 1891. 
En 1898, l’Union des yachts français et la Société maritime du Yacht-club fusionnent sous le nom d’Union des yachts français ; le Cercle, conservant le nom de Yacht-club de France, est dissout en 1901 pour raisons financières.
L’Union des yachts français redevient le Yacht-club de France en 1902. Le Yacht-club de France, société d'encouragement pour la navigation de plaisance, est reconnu comme autorité nationale en 1907 par l’International Yacht Racing Union (l'IYRU, la Fédération internationale de voile de l'époque). Mais après avoir été membre associé de l'IYRU pour la création de la jauge internationale, le conseil du Yacht Club de France renie ses engagements en autorisant des séries extra-réglementaires dont les 6,5 m, la même année. Débute alors un long bras de fer entre une majorité de régatiers et le conseil du YCF où figurent des membres qui ne sont pas sportifs. À la tête de cette contestation nous retrouvons Albert Glandaz, un des deux vice-présidents du YCF, qui fonda L'Association française du yachting de course, le Comité olympique français et le Comité national du sport. Ces deux dernières instances nationales reconnurent l'AFYC comme autorité nationale. Le décès de l'amiral Humann (1914) et l'élection de Charcot, un ami de Glandaz, permirent le déblocage de la situation. Mais il fallut le congrès de 1920 pour voir la création de l’Union des sociétés nautiques françaises (première fédération de voile) et l'abandon par le YCF de l'autorité nationale en matière de courses à la voile.

### AuXXIesiècle
En 2022, le Yacht club de France fusionne en l'absorbant avec l'Union nationale pour la course au large, dont l'expertise s'exerce au sein de « l'UNCL, Pôle Course du YCF ».
Les locaux du Yacht club de France comprennent une bibliothèque contenant aujourd'hui plus de 3 600 ouvrages historiques, révélant plusieurs trésors, tels les carnets de bord originaux d’Éric Tabarly. Le club dispose aussi d'un restaurant, d'un bar et de salons de réception avec jardin privatisables pour ses membres.
Le Yacht club de France compte actuellement 500 membres, dont 70 femmes.
Le club est situé sur l'avenue Foch (16e arrondissement de Paris). 

## Jauges de course
Sous le nom de « Yacht club de France » ou celui de l'« Union des yachts français », l'organisme a participé à l'élaboration de jauges de course françaises ou internationales, adoptant dans un premier temps la jauge britannique Thames Measurement, développant ensuite les jauges françaises, pour finalement entrer dans le cadre de la jauge internationale en 1906.

## Présidents
- 1867 - 1868 : duc de Vallombrosa[5]
- 1868 - 1870 : amiral Charles Rigault de Genouilly
- 1872 - 1881 : vice-amiral Camille Clément de La Roncière-Le Noury
- 1881 - 1887 : vice-amiral Charles Amet
- 1888 - 1889 : contre-amiral Jean Théobald Lagé
- 1890 - 1891 : vice-amiral Charles Bonie
- 1892 - 1895 : vice-amiral Charles Amet
- 1895 - 1901 : vice-amiral Charles Bonie
- 1891 - 1898 : contre-amiral Jean Théobald Lagé
- 1898 - 1903 : vice-amiral Charles Duperré
- 1903 - 1913 : vice-amiral Edgar Humann
- 1913 - 1936 : Dr Jean-Baptiste Charcot
- 1937 - 1945 : vice-amiral Georges Durand-Viel
- 1945 - 1950 : comte Étienne de Ganay
- 1950 - 1960 : Charles Schneider
- 1960 - 1965 : Serge Paulmier
- 1965 - 1976 : vice-amiral Toulouse-Lautrec-Montfa
- 1976 - 1986 : Philippe Manset
- 1986 - 1996 : François Carn
- 1996 - 2008 : Pierre-Paul Heckly
- 2008 - 2013 : Philippe Court
- 2013 - 2018 : vice-amiral d'escadre Yves Lagane
- 2018 - 2025 : Philippe Héral
- 2025 - ... : Catherine Chabaud[6]

## Membres d'honneur
- S.A. le roi Frederik X
- S.M. le roi d'Espagne Juan Carlos Ier
- S.A.S. le prince souverain de Monaco Albert II
- S.A.I. la princesse Napoléon

## Admission
Comme pour la plupart des clubs privés, l’admission se fait par l’intermédiaire de 2 parrains. Les parrains doivent présenter chaque candidature méritante à l’examen d'une commission interne qui la soumet à un Conseil.
Le club ne communique ni son droit d’entrée, ni sa cotisation annuelle, qui varie en fonction de l’âge. Par ailleurs, il n'est pas nécessaire d’être propriétaire d’un yacht ou d'avoir remporté des prix dans le nautisme pour être admis. L’essentiel repose sur l'adhésion aux valeurs du club : « développer la navigation de plaisance sous toutes ses formes ; en croisière comme en course, défendre et promouvoir les valeurs de solidarité, de courtoisie et d’élégance morale qui animent tous les gens de mer ».

## Clubs alliés
Depuis toujours, le Yacht club de France a noué des liens étroits avec des clubs nautiques implantés sur toutes les façades maritimes de l’hexagone, à l'étranger, et dans les Dom-Tom. Alliance d'autant plus cordiale que les membres du Yacht club de France sont souvent aussi membres d'un club allié.

### Clubs alliés en France, par façade maritimes
| Intérieur     | - Cercle de la voile de Paris - Yacht Club de l'Île de France - Union des Plaisanciers Français - Yacht Club de Rouen                                    | Manche       | - Yacht Club de la Mer du Nord - Société des Régates du Havre - Deauville Yacht Club |
| Bretagne Nord | - Société Nautique de la Baie de Saint Malo - Royal Minquiers Yacht Squadron - Yacht Club de Dinard - Yacht Club de Saint-Briac                          | Bretagne Sud | - Club de Voile de l'École Navale - Ailée - Atlantic Yacht Club - Yacht Club de l'Odet - Société Nautique de la Trinité - Yacht Club de la Baule - Cercle de la Voile d'Angers - Cercle de la Voile du Bois de la Chaize |
| Atlantique    | - Cercle Nautique d'Ars-en-Ré - Société des Régates Rochelaises - Yacht Club Classique - Cercle de la Marine de Bordeaux - Cercle de la Voile d‘Arcachon | Méditerranée | - Société Nautique de Sète - Société Nautique de Marseille - Club Nautique de la Marine de Toulon - Société Nautique de Saint-Tropez - Yacht Club de Porquerolles - Yacht Club de Cannes - Société des Régates d’Antibes |
| Outre-Mer     | - Yacht Club de la Martinique - Cercle Nautique Calédonien                                                                                               |              | |

### Clubs alliés étrangers
| - Seattle Yacht Club - Royal Thames Yacht Club - Yacht Club Punta del Este - Real Yacht Club Canotierri Savoia - Royal London Yacht Club - Royal Lymington Yacht Club - Associação Naval de Lisboa - Yacht Club Italiano - Yacht Club Adriaco | - Yacht Club Argentino - Royal Hong Kong Yacht Club - Royal Cape Yacht Club - Club Nautic Estartit - Real Club Nautico De Barcelona - Yacht Club de Monaco - Yacht-Club de Québec - Société nautique de Genève - Yacht Club de Porto Rotondo | - Club Nautico Internacional Hemingway de La Habana - Royal Bombay Yacht Club - Bruxelles Royal Yacht Club - Norddeutscher Regatta Verein - Royal Bermuda Yacht Club - Royal Malta Yacht Club - Yacht Club of Grece - Royal Cork Yacht Club - Yacht Club de Gstaad - Compagnia della Vela - Royal Danish Yacht Club |

## Trophées et Coupes

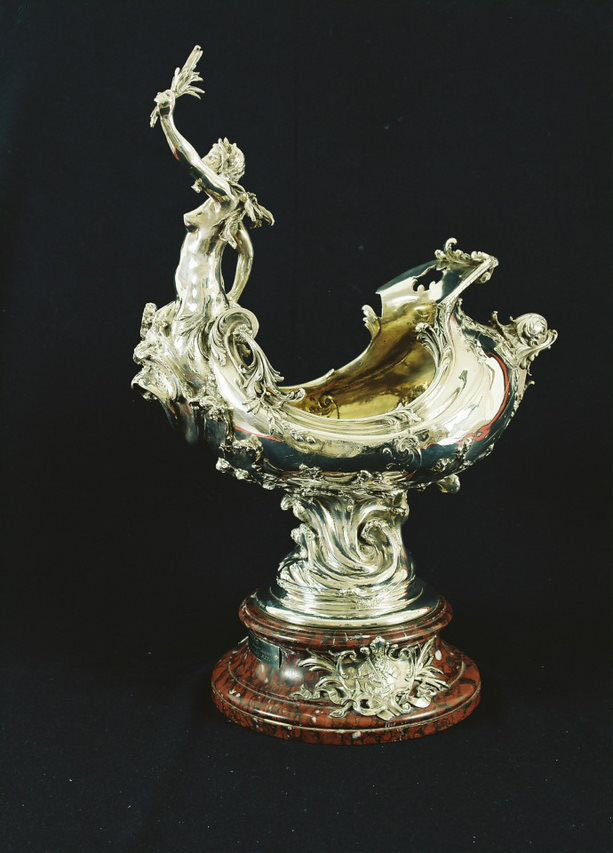
Coupe de France.
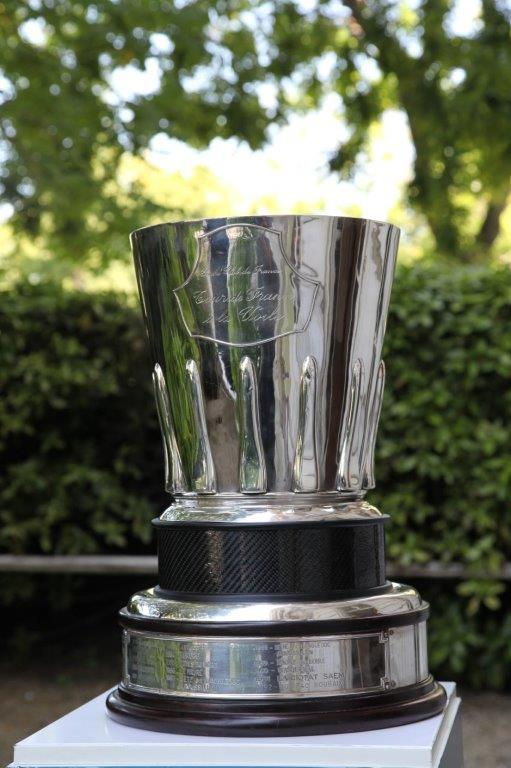
Coupe Tour Voile.
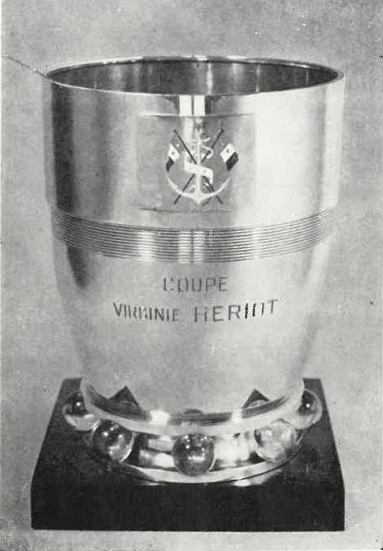
Coupe Virginie Hériot - Dragon.
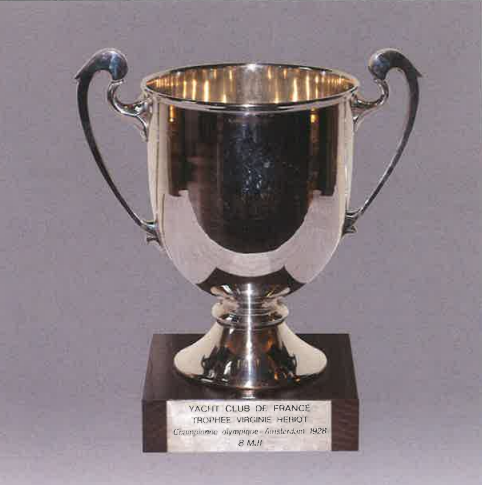
Coupe Virginie Hériot - Championnat du monde 8 mJI.

'Coupe de France du Yacht Club de France
Créée en 1891 pour « favoriser en France le développement de la construction des yachts et les mettre en état de lutter avec ceux de l'étranger ». Elle a été disputée durant un siècle sur des classes de moins de 20 Tonneaux, puis 10 mJI, 8 mJI, 5m50 et 6mJI. 
La dernière édition, en 2003, avait vu son règlement modifié pour une course en équipe : un Mumm 30, un Melges 24 et un Dragon. Jimmy Pahun, Bruno Jourdren et Kito de Pavant skippaient les 3 bateaux de l'équipe victorieuse devant les équipes de Monaco et de Norvège. 
La 55e édition sera courue en 2023 et 2024 sur des 12 mJI lors de 12 épreuves à Cannes, Saint-Tropez, Porquerolles, Hyères et Toulon.
Coupe du Tour de France à la voile
En 1978, Bernard Decré, membre du Yacht club de France, crée le Tour de France à la Voile. Cette course en équipage se court sur un plan d’eau exceptionnel, au large des côtes de France sur les trois façades maritimes, réunissant les difficultés – et les plaisirs – de la course au large et de la régate.
Formidable promotion de la voile française, il était normal que le Yacht club de France donne son parrainage dès l’origine à cet événement qui voit la participation de grandes figures de la voile française. En quarante ans de course, plus de 30,000 marins, amateurs et professionnels de la voile sur les mêmes bateaux, participent à cette magnifique épreuve.
Coupe Virginie Hériot – Championnat d’Europe des Dragon
Le Yacht club de France dès la fin de la Seconde Guerre Mondiale se devait de perpétuer le souvenir de Virginie Hériot, la plus grande yachtwoman de son époque, et sa bienfaitrice. Aussi, dans sa séance du 21 mars 1946, le Conseil d’Administration créa une coupe internationale et lui donna le nom de « Coupe Virginie Hériot ».
La coupe fut attribuée à la nouvelle série olympique des Dragon (voilier).
Dessiné par le fameux Johan Anker, le grand architecte naval norvégien, en 1929, le Dragon eut immédiatement un grand succès en raison de sa beauté et de son prix très inférieur à celui des 6 M JI.
Depuis, les Dragon courent régulièrement la prestigieuse Coupe d’Or. En 1962, l’Association Internationale des Dragon, en conjonction avec le Yacht club de France combina la Coupe Virginie Hériot avec le championnat d’Europe.
La Coupe Virginie Hériot perpétue donc le souvenir de celle qui avait Honoré son pays dans tant de compétitions internationales et qui avait dit « créez une régate en souvenir de moi, afin d’encourager le sport de la voile, mais que ce soit une régate internationale, rien n’étant plus international que le vent et la mer parce que personne ne pourra jamais tracer une ligne sur la mer ».
Coupe Virginie Heriot – 8 mJI – Amsterdam 1928
Virginie Hériot, membre du Yacht club de France, quartier-maître d’honneur de la Marine nationale, navigatrice émérite, était célèbre dans le monde entier par son élégance, son amour de la mer et du yachting, ses nombreuses victoires en régate et sa médaille d’or remportée en 8 mJI aux Jeaux olympiques d’Amsterdam en 1928 avec Aile VI.
Le Yacht club de France crée en 2014 ce trophée annuel à sa mémoire, pour encourager les femmes amateurs membres de l’association internationale des 8 mètres – IEMA – qui, par leur excellence sur l’eau, contribuent à la réputation de la classe.